# Station Litovel město
Železniční zastávka Litovel město (Nederlands: Spoorweghalte Litovel město, Duits vroeger: Littau Stadt) is een station in de Tsjechische stad Litovel. Het station ligt aan spoorlijn 273 (die van Červenka, via Litovel, Senice na Hané en Kostelec na Hané, naar Prostějov loopt). Het station is onder beheer van de SŽDC en wordt bediend door stoptreinen van de České Dráhy. Naast het station Litovel město zelf, liggen ook de stations Litovel, Litovel předměstí en Myslechovice in de stad Litovel.
Červenka ↔ Červenka zastávka ↔ Litovel ↔ Litovel město ↔ Litovel předměstí ↔ Myslechovice ↔ Cholina ↔ Odrlice ↔ Senice na Hané zastávka ↔ Senice na Hané ↔ Náměšť na Hané ↔ Drahanovice ↔ Slatinice ↔ Třebčín ↔ Kaple ↔ Čelechovice na Hané ↔ Kostelec na Hané ↔ Prostějov místní nádraží ↔ Prostějov hlavní nádraží